# Opisthoxia saturaria
Opisthoxia saturaria är en fjärilsart som beskrevs av William Schaus 1923. Opisthoxia saturaria ingår i släktet Opisthoxia och familjen mätare. Inga underarter finns listade i Catalogue of Life.